# 床次徳二
床次 徳二(とこなみ とくじ、明治37年（1904年）2月4日 - 昭和55年（1980年）2月22日)は、日本の政治家。元総理府総務長官。1974年勲一等旭日大綬章受章。目白学園理事長及び目白学園女子短期大学（現・目白大学短期大学部）学長も務める。

## 来歴・人物
鹿児島県鹿児島市新照院町出身（東京都港区生まれ）。床次竹二郎の二男または三男。父の竹二郎が官選徳島県知事に就任して間もない頃に生まれたことにちなんで徳二と命名された。旧制麻布中学校に入り、2年次に東京府立第四中学校（現：東京都立戸山高等学校）へ転校。1923年3月第一高等学校文科乙類、1926年東京帝国大学法学部政治科を卒業、内務省に入省する。静岡県地方課長、経済更生課長、東京府知事官房主事兼総務部人事課長、経済部農林課長、奈良県学務部長、厚生省予防局優生課長、同省人口局総務課長、ジャワ陸軍司政長官、官選徳島県知事を経て、戦後の1947年の第1回鹿児島県知事選挙に立候補したが落選。1949年、第24回衆議院議員総選挙に旧鹿児島1区にて民主党から立候補し初当選する（当選同期に池田勇人・佐藤栄作・岡崎勝男・前尾繁三郎・橋本龍伍・麻生太賀吉・小渕光平・西村英一・橋本登美三郎・福永健司・塚原俊郎・藤枝泉介・木村俊夫・稲葉修・河本敏夫・森山欽司・有田喜一など）。以後連続当選10回。
民主党→改進党→自由民主党に所属し、自民党では重光派→岸派→藤山派→福田派に所属した。外務政務次官、衆院外務、文教委員長等を歴任し、1968年第2次佐藤第2次改造内閣にて総理府総務長官として入閣する。1976年引退。1980年2月22日、心筋梗塞により死去。享年76。

## 家族・親族
- 妻・八重子[7]
- 二男・正安（1933年生 - 小野田セメント勤務からのち東京大学理学部教授）
- 長女・和子
- 二女・悠子（文部省体育局長逸見博昌の妻）
- 三女・美智子